# Церква святого архістратига Михаїла (Хоростець)
Церква святого архістратига Михаїла в Хоростці — парафія і храм греко-католицької громади Козівського деканату Тернопільсько-Зборівської архієпархії Української греко-католицької церкви в селі Хоростець Тернопільського району Тернопільської области.

## Історія церкви
Парафія була заснована у 1991 році. Будівництво храму, архітектором якого був пан Буль, завершилося у 2008 році. У 2012 році митрополит Тернопільсько-Зборівський архиєпископ Василій Семенюк освятив цей храм.
У 2004 році єпископську візитацію парафії здійснив владика Михаїл Сабрига.
При церкві діють спільноти Марійська дружина та «Матері в молитві».

## Парохи
- о. Євген Бойко (1991—1996),
- о. Петро Литвинів (з 1996).